# Lac de Morasco
Le lac de Morasco (en italien : lago di Morasco) est un lac situé en Italie dans le nord du Piémont. Il se trouve sur le versant sud du col de Gries, au nord du val Formazza. Il s'agit d'un lac artificiel, soutenue par un barrage poids. 